# Chôros
Les Chôros sont un ensemble de quinze compositions d'Heitor Villa-Lobos. Composés lors de son séjour en Europe entre 1920 et 1929 (sauf la première), ces quinze pièces appartiennent à différents genres tels la musique vocale, l'orchestre et la musique de chambre. Le compositeur les définit ainsi :

« le chôros représente une nouvelle forme de composition musicale dans laquelle sont synthétisées les différentes modalités de la musique brésilienne, indienne et populaire, ayant pour principaux éléments le rythme et n'importe quelle mélodie typique de caractère populaire, toujours transformée selon la personnalité de l'auteur. Les procédés harmoniques sont eux aussi presque une stylisation complète de l’original. Le mot « Sérénade » peut donner une idée approximative de la signification du chôros. »

— Déclaration d’intention incluse dans la partition du Chôros no 3, publié en 1928.

## Structure
1. Chôros nº 1 : Composé en 1920 pour guitare. Durée d'exécution : 4 minutes
2. Chôros nº 2 : Composé en 1924 pour flûte et clarinette. Durée d'exécution : 3 minutes
3. Chôros nº 3: Composé en 1925 pour clarinette, saxophone alto, basson, trois cors, trombone et chœur d'hommes à quatre voix, il s'inspire du chant indien « Nozani-na » et est sous-titré Picapau en référence au pic-vert. Durée d'exécution : 4 minutes
4. Chôros nº 4 : Composé en 1926 pour trombone et trois cors: Durée d'exécution : 6 minutes
5. Chôros nº 5 : Composé en 1925 pour piano sous-titré alma brasileira, c'est une transcription du chôros nº 2.
6. Chôros nº 6 : Composé en 1926 pour orchestre et créé le 18 juillet 1942 à Rio de Janeiro. Durée d'exécution : 25 minutes
7. Chôros nº 7 : Composé en 1927 pour flûte, hautbois, clarinette, saxophone alto, basson, violon, violoncelle, tam-tam, il porte le sous-titre de settimino (septette). Durée d'exécution : 8 à 10 minutes.
8. Chôros nº 8 : Composé en 1925 pour deux pianos et orchestre et créé le 24 octobre 1927 aux Concerts Colonne à Paris avec les pianistes Aline van Barentzen et Tomas Teran, sous la direction du compositeur. Durée d'exécution : 18 minutes.
9. Chôros nº 9 : Composé en 1929 pour orchestre et créé le 15 juillet 1942 à Rio de Janeiro sous la direction du compositeur; Durée d'exécution : 25 minutes.
10. Chôros nº 10 : Composé en 1926 pour chœur et orchestre et sous-titré rasga o coração (ou Jurupary), il est créé le 11 novembre 1926 à Rio de Janeiro. Durée d'exécution : 13 minutes.
11. Chôrs nº 11 : Composé en 1928 pour piano et orchestre et créé le 18 juillet 1942 avec José Viera Bandrao au piano. Durée d'exécution: 60 minutes.
12. Chôros nº 12 : Composé en 1929 pour orchestre, il est créé le 21 février 1945 à Boston. Durée d'exécution : 40 minutes.
13. Chôros nº 13 : Composé en 1929 pour deux orchestres et orchestre d'harmonie. La partition est perdue.
14. Chôros nº 14 : Composé en 1928 pour orchestre, orchestre d'harmonie et chœur. La partition est perdue.
15. Chôros Bis (en deux parties) : Composé en 1928 pour violon et violoncelle. Durée d'exécution : 9 minutes.

## Discographie sélective
- Chôros nº 5 et pièces pour piano de Villa-Lobos, par Anna Stella Schic (piano) (1976/77, EMI/Solstice) (OCLC 903648394)
- Chôros nº 2, 5, 10, 11, Bis, et œuvres diverses, l'Orchestre national de l'ORTF sous la direction de Villa-Lobos, avec Aline van Barentzen et Magda Tagliaferro (piano) (1957/58, EMI CSZ 7 677229 2) (OCLC 24330885)
- Intégrale des Chôros - Orchestre Symphonique de São Paulo, dir. John Neschling ; Fábio Zanon (guitare) ; Cristina Ortiz (piano)… (2003–06, 7CD Bis BIS-CD-1830/32) (OCLC 422773320)

## Source
- François-René Tranchefort (dir.), Guide de la musique de chambre, Paris, Fayard, coll. « Les Indispensables de la musique », 1987, 995 p. (ISBN 2-213-02403-0, OCLC 21318922, BNF 35064530), p. 918.
- François-René Tranchefort (dir.), Guide de la musique symphonique, Paris, Fayard, coll. « Les Indispensables de la musique », 1986, 896 p. (ISBN 2-213-01638-0, OCLC 299409280), p. 828.